# Listă de filme sovietice din 1922
- Filme sovietice din: 1921 — 1922 — 1923

Aceasta este o listă de filme produse în Uniunea Sovietică în 1922.
| Titlu                    | Titlu original                                  | Regizor              | Distribuție                                        | Gen                   | Note                                          |
| ------------------------ | ----------------------------------------------- | -------------------- | -------------------------------------------------- | --------------------- | --------------------------------------------- |
| 1922                     |                                                 |                      |                                                    |                       |                                               |
| Exilul                   | georgiană მოძღვარი, rusă Изгнанник              | Vladimir Barski      | Șalva Dadiani, Giorgi Davitașvili, Elena Ciarskaia | Drama                 | RSS Gruzină                                   |
| Istoria Războiului Civil | История Гражданской войны                       | Dziga Vertov         |                                                    | Documentar            |                                               |
| Mâhnire nesfârșită       | Скорбь бесконечная                              | Aleksandr Panteleiev | Piotr Kirillov, Ursula Krug, Vladimir Maksimov     | Drama                 | Despre Foametea din 1921-1922 din Rusia       |
| În vârtejul revoluției   | В вихре революции                               | Aleksandr Ciargonin  | Zoia Baranțevici                                   | Drama                 | [ 2 ] [ 3 ]                                   |
| Kino-Pravda (vol. 1–13)  | Кино-правда                                     | Dziga Vertov         |                                                    | Jurnal de actualități |                                               |
| Făcătorul de minuni      | Чудотворец                                      | Aleksandr Panteleiev | Piotr Kirillov, Elena Tumanskaia                   | Comedie               | [ 4 ]                                         |
| Polikușca                | Поликушка                                       | Alexander Sanin      | Ivan Moskvin, Vera Pașennaia                       | Drama                 | filmat în 1919; după povestire de Lev Tolstoi |
| Cetatea Surami           | georgiană სურამის ციხე, rusă Сурамская крепость | Ivan Perestiani      | Hamo Beknazarian, Mihail Ciaureli                  | Aventuri              | RSS Gruzină                                   |